# Universität Paris-Süd

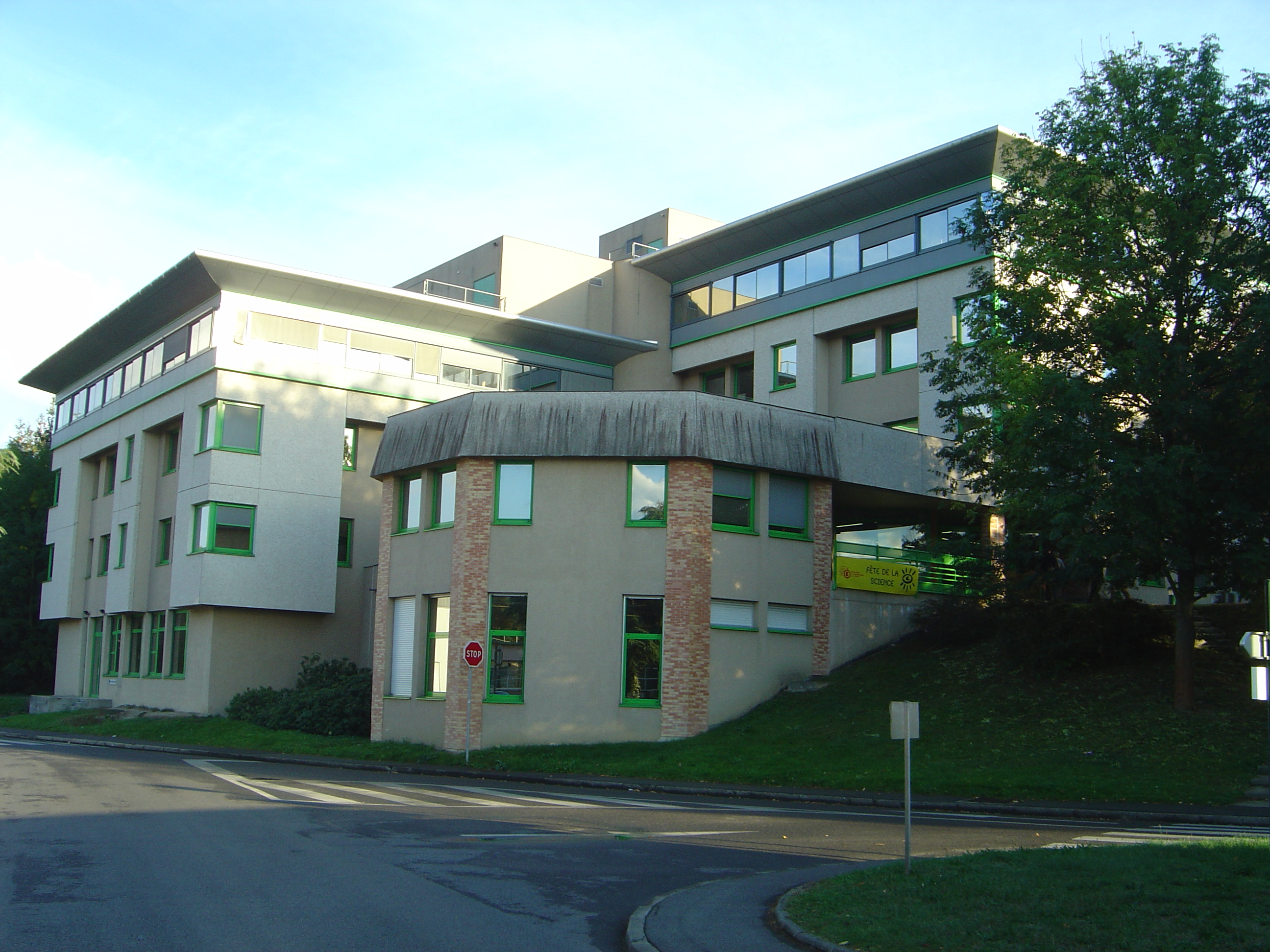
Universität Paris-Süd (Orsay)

Die Universität Paris-Süd (auch Universität Paris 11 genannt) war eine Universität im Ballungsraum Paris. 2020 ist sie in der Universität Paris-Saclay aufgegangen.

## Geschichte
Die Hochschule wurde 1971 gegründet und umfasst fünf Fakultäten, drei Instituts Universitaires de Technologie (IUT) sowie eine Ingenieurschule (das Institut de Formation des Ingénieurs de Paris-Sud, IFIPS).

## Standorte
Die Standorte sind über die drei Départements Essonne, Hauts-de-Seine und Val-de-Marne verteilt und liegen in den Gemeinden Antony, Bures-sur-Yvette, Cachan, Châtenay-Malabry, Clamart, Gentilly, Gif-sur-Yvette, Le Kremlin-Bicêtre, Orsay, Le Plessis-Robinson, Sceaux, Les Ulis und Villejuif.

## Hochschullehrer
siehe auch  Kategorie:Hochschullehrer (Universität Paris-Süd XI)

## Alumni
| - Norbert A’Campo (* 1941), Mathematiker - Serge Alinhac (* 1948), Mathematiker - Jean-Paul Allouche (* 1953), Mathematiker - Kalla Ankourao (* 1946), Politiker - Michèle Audin (* 1954), Mathematikerin - Denis Auroux (* 1977), Mathematiker - Pascal Auscher (* 1963), Mathematiker - Hajer Bahouri (* 1958), Mathematikerin - Aristidis Baltas (* 1943), Politiker - Salah Baouendi (1937–2011), Mathematiker - Katarina Barley (* 1968), Politikerin - Henri Bava (* 1957), Landschaftsarchitekt - Vincent Beffara (* 1977), Mathematiker - Yasmine Belkaid (* 1968), Immunologin - Fabrice Béthuel (* 1963), Mathematiker - Michel Boileau, Mathematiker - Christian Bonatti (* 1960), Mathematiker - Léon Bottou (* 1965), Informatiker - Hélène Bouchiat (* 1958), Physikerin - Boubacar Boureima (* 1958), Diplomat - Christophe Breuil, Mathematiker - Patrick Bruno (* 1964), Physiker - Xavier Buff (* 1971), Mathematiker - Nicolas Burq (* 1966), Mathematiker - Bilbo Calvez (* 1963), Künstlerin - Jean-Yves Chemin (* 1959), Mathematiker - Alain Chenciner (* 1943), Mathematiker - Arnaud Chéritat (* 1975), Mathematiker - Fokko du Cloux (1954–2006), Mathematiker - Jean-Louis Colliot-Thélène (* 1947), Mathematiker - Eugène Cremmer (1942–2019), Physiker - Sylvain Crovisier (* 1984), Mathematiker - Raphaël Danchin, Mathematiker - Guy David (* 1957), Mathematiker - Olivier Debarre (* 1959), Mathematiker - Jean-Paul Delahaye (* 1952), Informatiker - Michel Devoret (* 1953), Physiker - Rose Dieng-Kuntz (1956–2008), Informatikerin - Marileen Dogterom (* 1967), Biophysikerin - Julien Dubedat (* 1978), Mathematiker - Hugo Duminil-Copin (* 1985), Mathematiker - Nicole Duplaix (* 1943), Zoologin - Jean Écalle (* 1950), Mathematiker - Tanja Fajon (* 1971), Politikerin - Albert Fathi (* 1951), Mathematiker - Véronique Fischer (* 1975), Mathematikerin - Alain Fuchs (1953–2024), Chemiker - Rodolfo Gambini (* 1946), Physiker - Alice Guionnet (* 1969), Mathematikerin - Étienne Ghys (* 1954), Mathematiker - Herwig Hauser (* 1956), Mathematiker - Jochen Heinloth (* 1973), Mathematiker - Bernard Helffer (* 1949), Mathematiker - Michael Herman (1942–2000), Mathematiker | - John Hamal Hubbard (* 1945), Mathematiker - Luc Illusie (* 1940), Mathematiker - Kastriot Islami (* 1952), Politiker - Denis Jérome (* 1939), Physiker - Jean Jouzel (* 1947), Klimatologe - Bernard Julia (* 1952), Physiker - Fanny Kassel (* 1984), Mathematikerin - Augustin Komoé Kouadio (* 1961), Politiker - Laurent Lafforgue (* 1966), Mathematiker - Vincent Lafforgue (* 1974), Mathematiker - François Lalonde (* 1955), Mathematiker - Jean Lannes (* 1947), Mathematiker - Denis Le Bihan (* 1957), Neurowissenschaftler - Emmanuel Le Divellec (* 1966), Organist - Tan Lei (1963–2016), Mathematikerin - Jean-Marc Lévy-Leblond (* 1940), Physiker - Abdoulaye Diori Kadidiatou Ly (1952–2020), Richterin - Xiaonan Ma (* 1972), Mathematiker - Guy Métivier (* 1950), Mathematiker - Philippe Michel (* 1969), Mathematiker - Patrick Mora (* 1952), Physiker - Sophie Morel (* 1979), Mathematikerin - André Neveu (* 1946), Physiker - Ngô Bảo Châu (* 1972), Mathematiker - Alexandre Obertelli (* 1978), Physiker - Johannes Orphal (* 1966), Physiker - Ricardo Pérez-Marco (* 1967), Mathematiker - Bernadette Perrin-Riou (* 1955), Mathematikerin - Ragni Piene (* 1974), Mathematikerin - Lasse Rempe-Gillen (* 1978), Mathematiker - Maxime Rouquet (* 1985), Politiker - Bernard Sadoulet (* 1944), Physiker - Joël Scherk (1946–1980), Physiker - Leila Schneps (* 1961), Mathematikerin - Sylvia Serfaty (* 1975), Mathematikerin - Denis Serre (* 1954), Mathematiker - Nessim Sibony (1947–2021), Mathematiker - Jean-Claude Sikorav (* 1957), Mathematiker - Tamás Szamuely (* 1971), Mathematiker - Lucien Szpiro (1941–2020), Mathematiker - Philippe Tchamitchian (* 1957), Mathematiker - Jacques Tilouine (* 1958), Mathematiker - Nikolay Tzvetkov, Mathematiker - Emmanuel Ullmo (* 1965), Mathematiker - Eric Urban, Mathematiker - Jean-Philippe Uzan (* 1969), Kosmologe - Dominique Vautherin (1941–2000), Physiker - André Voros, Physiker - Dirk Edmund Zerwas (* 1968), Physiker - Jean-Bernard Zuber, Physiker |